# Pheidole laevivertex
Pheidole laevivertex är en myrart som beskrevs av Auguste-Henri Forel 1901. Pheidole laevivertex ingår i släktet Pheidole och familjen myror. Inga underarter finns listade i Catalogue of Life.